# حیات وحش نامیبیا

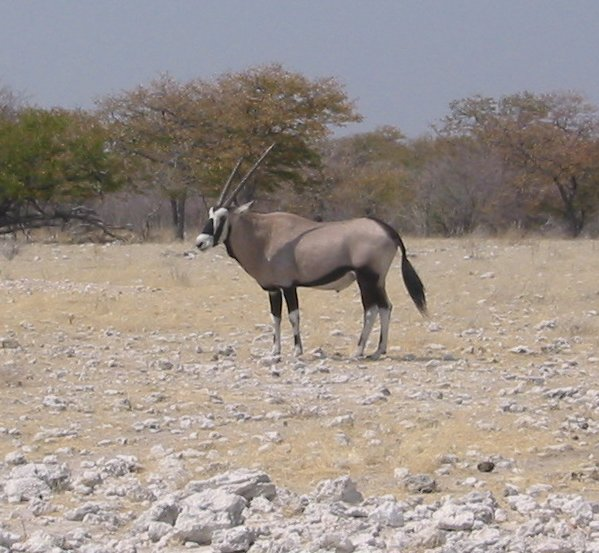
غزال اوریکس عکسبرداری‌شده در طبیعت در نامیبیا در اوت ۲۰۰۴

حیات وحش نامیبیا متشکل از گیاگان و زیاگان این کشور است. ۷۰٪ حیات وحش نامیبیا در خارج از پارک‌های ملی زیست می‌کند و شامل جانورانی همچون پولک‌پوست و سگ وحشی آفریقایی است. این کشور همچنین بزرگترین جمعیت یوزپلنگ را در دنیا دارد.

## شرایط اقلیمی
بیابان نامیب یکی از قدیمی‌ترین صحراهای دنیاست و باور می‌رود که ۸۰ میلیون سال پیش بوجود آمده باشد و بیش از ۲۰۰۰ کیلومتر پهنا دارد. حدود ۵ میلیون سال پیش جریان بنگوئلا بوجود آمد. بادهایی که از این جریان سرد به خشکسار می‌وزند، شامل مقدار بسیار اندکی رطوبت هستند و در نتیجه در منطقه ساحلی نامیبیا باران کمی می‌بارد یا اصلاً بارانی نمی‌بارد. این شرایط خشک بدین معناست که حیات وحش بیابان نامیب به طرز ویژه‌ای با این شرایط اقلیمی خشک سازگار شده است.

## زیاگان
برخی پستانداران متداول موجود در نامیبیا کل یالدار، فیل، کفتار، گورخر و دیک‌دیک کرک هستند. حدود ۲۰۰ گونه خزنده در نامیبیا یافت می‌شوند که تقریباً ۶۰ تای آن‌ها مختص این کشور هستند. از خزندگان موجود در این سرزمین می‌توان به مامبای سیاه اشاره نمود که کشنده‌ترین زهر را در میان گونه‌های مار دارد. حدود ۱۵۰۰ گونه حشره بومزاد در نامیبیا وجود دارند. تیزشاخ حیوان ملی این کشور است.